# Помпея Плотіна
Помпея Плотіна (лат. Pompeia Plotina, * 70 — † бл. 123) — дружина римського імператора Траяна.

## Життєпис
Походила з роду Помпеїв, нащадків італійських колоністів. Донька Луція Помпея Планта та Плотії. Народилася у м. Немаус (сучасний Нім, Франція). За деякими відомостями Помпея була народжена в Іспанії. Одружилася з Траяном десь у середині 80-х. З цього часу постійно була разом з чоловіком. У 96 була разом з Траяном у Колонії Агріппіни (сучасний Кельн), коли прийшла звістка про усиновлення його імператором Нервою.
Після здобуття імператорської влади Траяном у 98 відігравала важливу роль у налагодженню відносин між імператором і сенатом, провінціалами, іншими станами. Домоглася прийняття законів, які обмежили здирництво з боку намісників у римських провінціях. Також за її наполягання створені фонди для виплати аліментів сиротам на території Італії, захисту дітей, покинутих при народженні.
У 100 сенат надав Помпеї Плотіні титул Августи. 
Стосунки поміж Траяном і Помпеєю були гарні, майже без сварок. Це пов'язано з цим, що імператор більш за все цікавився війною, хлопчиками та вином. Завдяки гомосексуальності чоловіка Плотіна мала більше волі. Як Августа Плотіна намагалася досягти головної своєї мети — передати владу Адріанові, який за деякими відомостями був її коханцем. Для цього Помпея Плотіна спочатку домоглася у 100 укладення шлюбу поміж родичкою Траяна — Вібією Сабіною — й Адріаном, що наблизило останнього до влади, хоча Траян був проти цього. В цьому Плотіні допоміг префект преторія Ацилій Атіан.
Супроводжувала чоловіка під час його війни з Парфією у 115-117. З 8 на 9 серпня 117 Траян помер у Селінунті (Кілікія). Саме в цей час Плотіна домоглася від Траяна підписання указу про усиновлення Адріана та заповіту про передачу останньому імператорської влади. За деякими відомостями ці папери були підроблені Плотіною. Тим самим саме Помпеї Плотіні належить визначна роль в тому, що Адріан став імператором.
В подальшому, за правління Адріана, Помпея Плотіна жила у Римі, зберігаючи свій вплив на державні справи. Також відомо, що вона мала тісні зв'язки з філософською школою епікурейців в Афінах, та навіть просила у Адріана зробити виключення в законодавстві спеціально для школи, аби епікурейці могли обирати лідера з числа людей без римського громадянства, а звертаючись до Адріана з проханням, писала: "Ви знаєте досить добре, наскільки великим є мій інтерес до школи Епікура". В інших місцях вона називала Епікура "нашим спасителем" . 
Померла 1 січня 123. Після смерті була зарахована до богів. Похована під колоною Траяна. На її честь Адріан наказав побудувати храм у Римі та базиліку у Немаусі.